# Bill Nelson
Clarence William "Bill" Nelson, född 29 september 1942 i Miami i Florida, är en amerikansk demokratisk politiker och jurist. Han var ledamot av USA:s senat från delstaten Florida år 2001 till 2019.
Nelson avlade juristexamen 1968, varefter han verkade som advokat innan han inledde sin politiska karriär. Han var ledamot av Floridas representanthus 1972–1979 och därefter USA:s representanthus 1979–1991.
I januari 1986 var han ombord på rymdfärjan Columbia och blev därmed den förste sittande ledamoten av representanthuset att färdas i rymden. Tio dagar efter att Nelson hade återvänt från rymden exploderade rymdfärjan Challenger.
År 1990 misslyckades han att bli demokraternas kandidat till guvernörsämbetet i Florida. 1995–2000 var han delstatens skattmästare och försäkringskommissionär. 2000 valdes han till senator och vann omvalet 2006 med en betryggande majoritet.
Den 3 maj 2021 tillträde han som administratör (chef) för NASA, tillsatt av president Joe Biden.
Nelson är gift och har två barn.  

## Senatsvalet i Florida 2018
Bill Nelson ställde upp i omval år 2018 för en fjärde mandatperiod som senator. Primärvalet för båda partier var den 28 augusti 2018. Nelson utmanades av guvernören Rick Scott.
Den 7 augusti 2018 berättade Nelson för Tampa Bay Times att ryska operatörer har trängt igenom några av Floridas valsystem före mellanårsvalet 2018. "De har redan trängt in i vissa län i delstaten och de har nu fria tyglar att röra sig om i" berättade Nelson för tidningen. Han uppgav också att mer detaljerad information är hemligstämplad. Den 13 augusti rapporterade Times att Nelson hade "släppt ett bombnedslag och försvann sedan," och var kvarstående "ur offentlig synvinkel sedan han väckte larm om rysk hackning." Nelson stod för sina påståenden om rysk inblandning i valet den 14 augusti "Det skulle vara dumt att tro att ryssarna inte skulle fortsätta att göra detta som de gjorde i Florida under 2016."
Nelson blev besegrad av guvernören Rick Scott.

## Politiska positioner
Nelson tillhör den moderata falangen i det demokratiska partiet. Han har beskrivit sig som en centrist under sina olika kampanjer.
Enligt betyg av National Journal fick Nelson ett total poäng under 2013 på 21 procent konservativ och 80 procent liberal.
Från och med juli 2017 hade Nelson ett 53 procent godkännande betyg och 25 procent ogillande betyg, med 22 procent av de undersökta svarande hade ingen åsikt om hans jobbprestation. FiveThirtyEight, som följer kongressens röster, visar att Nelson har röstat med president Donald Trump 43,4 procent av tiden.